# Petra Škvařilová-Pelzl
Petra Škvařilová-Pelzl je česká právnička. Do září 2019 pracovala jako úřednice u Soudního dvora Evropské unie v Lucemburku. Dne 29. května 2019 byla zástupci členských států Evropské unie jmenována soudkyní Tribunálu Soudního dvora EU. Funkce se ujala dne 26. září 2019.

## Život
Vystudovala právo na Univerzitě Karlově v Praze a získala titul doktora práv na Hamburské univerzitě, kde následně působila jako vědecká pracovnice. Úspěšně kandidovala ve výběrovém řízení na místa českých právníků u orgánů EU v roce 2004 a dalších 15 let pak pracovala na různých pozicích na generálním ředitelství knihovny, výzkumu a dokumentace Soudního dvora EU. V letech 2017-18 působila jako referendářka rakouské soudkyně Marie Berger.
Dne 21. září 2018 rozhodla komise pro výběr soudce Tribunálu Soudního dvora EU o výběru Petry Škvařilové-Pelzl jako nejlepší kandidátky. Návrh byl následně předložen Výboru pro evropské záležitosti Poslanecké sněmovny Parlamentu ČR k projednání, pro informaci též Výboru pro záležitosti Evropské unie Senátu Parlamentu ČR a poté byl schválen vládou ČR. V roce 2025 byl její mandát u tribunálu prodloužen do roku 2031.